# 馬多納市鎮
馬多納市鎮是拉脫維亞的市镇，位於該國東部，行政中心为馬多納。市镇面積为3,354.8平方公里，人口数量为28,692人（2021年）。

## 历史
马多纳市镇设立于2009年。2021年7月1日，马多纳市镇与采斯瓦伊內市鎮、埃爾格利市鎮及盧巴納市鎮合并为新的马多纳市镇。